# 15705 Hautot
15705 Hautot è un asteroide della fascia principale. Scoperto nel 1988, presenta un'orbita caratterizzata da un semiasse maggiore pari a 2,4164216 UA e da un'eccentricità di 0,0872229, inclinata di 6,96317° rispetto all'eclittica.